# 伊比蚁属
伊比蚁属（学名：Iberoformica）为蚁科的一个属。

## 下属物种
本属包括以下物种：
- 杰氏伊比蚁 Iberoformica gerardi
- 淡红伊比蚁 Iberoformica subrufa